# Zerebrales Aneurysma
Ein zerebrales Aneurysma oder intrakranielles Aneurysma ist eine pathologisch permanente Erweiterung des Querschnitts oder eine ballonförmige Aussackung (Aneurysma) einer Hirnarterie. Es kann zu einem Riss (Ruptur) kommen, was eine unkontrollierte Hirnblutung zur Folge hat. Eine Ruptur tritt im Durchschnitt etwa bei 1 % der Aneurysmen pro Jahr auf und kann tödlich enden.

## Einteilung
Man unterteilt Aneurysmen der Gehirnarterien anhand ihrer Lokalisierung, Größe und Morphologie. 

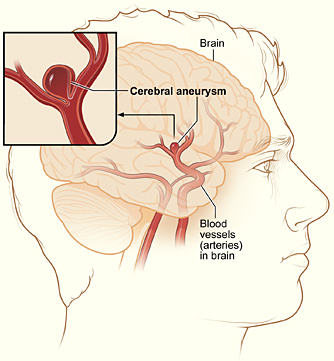
Schema eines zerebralen Aneurysmas.

Zerebrale Aneurysmen treten innerhalb des Schädels auf, dort werden sie anhand der Lokalisierung der Arterie, beispielsweise der Arteria carotis interna, klassifiziert. Die meisten Aneurysmen treten am Circulus arteriosus cerebri auf. Sie treten zu 95 % im vorderen arteriellen Blutkreislauf auf, nur zu 5 % im hinteren Kreislauf.
Zerebrale Aneurysmen werden anhand ihrer Größe klassifiziert. Dazu wird ihr Durchmesser bestimmt. Aneurysmen mit einem Durchmesser kleiner als 2 mm werden als Mikroaneurysmen bezeichnet. Aneurysmen mit einem Durchmesser größer als 25 mm nennt man Riesenaneurysmen.
Zerebrale Aneurysmen werden anhand ihrer Morphologie in folgenden Typen aufgeteilt:
- Sakkuläre Aneurysmen sind durch eine ballonförmige Aussackung an einer Arterie charakterisiert.
- Fusiforme Aneurysmen sind lokal aufgeweitete Gefäße mit einem maximalen Gefäßdurchmesser in der Mitte, der zu beiden Seiten hin abnimmt.
- Dissezierende Aneurysmen sind Gefäßerweiterungen aufgrund einer Aufsplitterung der Wandschichten des Blutgefäßes. Blut gelangt so zwischen innere und äußere Gefäßwand.

Sakkuläre Aneurysmen sind mit etwa 91 % die häufigste Form zerebraler Aneurysmen, gefolgt von fusiformen Aneurysmen, die etwa 6 % ausmachen.

## Verbreitung
Die normalisierte Krankheitshäufigkeit (Prävalenz) beträgt zwischen 3 % und 7 %. Zerebrale Aneurysmen treten verstärkt bei Menschen ab dem 40. Lebensjahr auf. Frauen sind im Verhältnis 5:3 häufiger betroffen als Männer. Nachfahren von Verwandten ersten Grades, die einen Aneurysmabefund aufweisen, haben eine drei bis viermal höhere Prävalenz für ein Aneurysma im Vergleich zur Normalbevölkerung.

## Ursache
Zerebrale Aneurysmen sind nicht angeboren, sondern entwickeln sich im Lauf des Lebens. Die Entstehungsursache von zerebralen Aneurysmen ist ungeklärt. Diskutiert werden beispielsweise eine angeborene Schwäche der Zellen der Gefäßinnenwand, der sogenannten Endothel-Zellen. Im Laufe des Lebens entstünden dann unter bestimmten Umständen, wie z. B. länger bestehendem Bluthochdruck, ein Aneurysma. Beeinflussbare (exogene) Faktoren, die ein Entstehen begünstigen, sind Rauchen oder Alkoholmissbrauch. Die sehr seltene Zystenniere begünstigt ebenfalls eine Entstehung. Eine 2010 veröffentlichte Studie dokumentiert zudem ein deutlich erhöhtes Risiko für das Vorliegen von Hirnaneurysmen bei Patienten mit einer Aorta bicuspida, einer relativ häufigen angeborenen Fehlbildung der Aortenklappe. Es ist bekannt, dass durch Headbangen eine Häufung der Fälle mit einer Arterienerweiterung der Arteria vertebralis vorkommt.

## Pathophysiologie
Eine Theorie der Aneurysmenbildung ist das Auftreten einer Schwachstelle in der Gefäßwand. Diese wird durch stetiges Auftreffen des Blutflusses auf einen kleinen Bereich verursacht. Mit zunehmender Zeit vergrößert sich die Schwachstelle und ein Aneurysma bildet sich. Durch die zunehmende Fläche wird die Spannung auf die Gefäßwand erhöht. Diese Spannung verursacht eine komplexe Entzündungsreaktion und führt zur Aneurysmenbildung.
Es gibt Ansätze, die versuchen, hämodynamische Eigenschaften mit der Ruptur von Aneurysmen zu verknüpfen. Beispielsweise wurde eine Verbindung von Wandschubspannung (engl. wall-shear stress) und Rupturrate untersucht. Es wurden bisher widersprüchliche Ergebnisse präsentiert.

## Klinische Erscheinungen
Unrupturierte zerebrale Aneurysmen verursachen selten Symptome. Symptome treten meist dann auf, wenn größere Aneurysmen Neuronen komprimieren. Es können z. B. Sehstörungen, Schmerzen und Schwindel auftreten. Größere Aneurysmen sind häufiger symptomatisch.
Ein rupturiertes Aneurysma führt zu einem unkontrollierten Blutausfluss in der Hirnregion (Subarachnoidalblutung). Diese kann zu Vernichtungskopfschmerz, Ohnmacht und Nackensteifigkeit führen.

## Rupturrisiko
Ein zerebrales Aneurysmas geht mit der Gefahr eines Einrisses (Ruptur) und nachfolgender subarachnoidaler Blutung (SAB) einher. Das Rupturrisiko ist u. a. von der Größe des Aneurysmas, dem Alter der Person, dem Vorliegen eines Bluthochdruck und der Lage des Aneurysmas abhängig. Weiterhin geht aus den untersuchten Studienpopulationen ein erhöhtes Risiko für Betroffene japanischer oder finnischer Herkunft oder Menschen, bei denen es bereits zuvor zur Ruptur eines anderen intrakraniellen Aneurysmas gekommen war, hervor. Diese Aspekte haben Eingang in den PHASES-Score gefunden, mit dem das 5-Jahres-Risiko für eine Ruptur abgeschätzt werden kann. Zu den weiteren Risikofaktoren für eine Ruptur gehören das Rauchen, familiäre Vorbelastung im Sinne ruptuierter Aneurysmen und insbesondere die Form des Aneurysmas (höheres Risiko bei irregulär geformten Aneurysmen).

## Untersuchungsmethoden
Zerebrale Aneurysmen werden durch Angiografien und transkranielle Dopplersonografie diagnostiziert. Bei den Angiografien handelt es sich um eine spezialisierte radiologische Darstellung von Gefäßen mittels diagnostisch bildgebender Verfahren wie Röntgen oder der Magnetresonanztomografie.

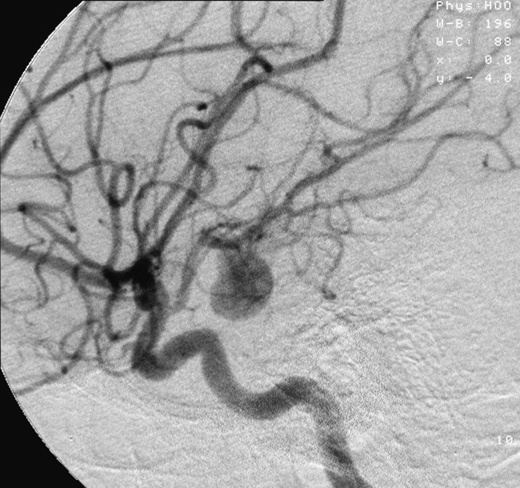
Darstellung eines Aneurysmas in einer Digitalen Subtraktionsangiografie.

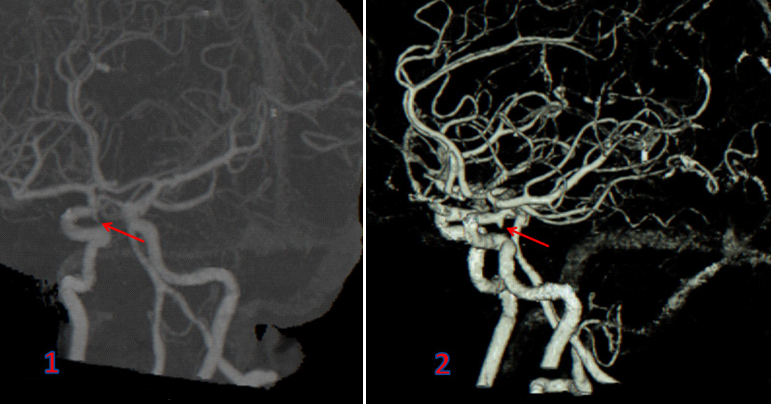
Darstellung eines Mikroaneurysmas in einer CT-Angiografie.

Folgende Untersuchungen werden zur Diagnostik verwendet:
- Digitale Subtraktionsangiographie (2D und 3D)
- CT-Angiografie
- MR-Angiografie
- Transkranielle Dopplersonografie.

Die Untersuchungsarten sind dabei unterschiedlich gut geeignet, um Aneurysmen zu detektieren. Man misst die Sensitivität, also wie viele bekannte Aneurysmen mit einer Untersuchungsart gefunden wurden. Die beste Sensitivität besitzt die Digitale Subtraktionsangiographie mit nahezu 100 %, sie wird daher als Goldstandard verwendet. Bei der CT-Angiografie beträgt die Sensitivität 90 %, bei der MR-Angiografie 87 %. Die niedrigste Sensitivität besitzt die transkranielle Dopplersonografie mit 82 %.
Weitere Faktoren, die einen Aneurysmanachweis beeinflussen, sind Größe des Aneurysmas, Bildqualität und Erfahrung des Radiologen. Mikroaneurysmen mit einem Durchmesser von weniger als 2 mm sind mit bildgebenden Methoden nur schwer nachzuweisen.
Ist ein Aneurysma bereits rupturiert und hat eine Hirnblutung ausgelöst, kann dies mittels einer Computertomografie oder Lumbalpunktion festgestellt werden.
Durch den zunehmenden Einsatz von bildgebenden Verfahren sind auch Zufallsbefunde von (asymptomatischen) Aneurysmen häufiger geworden.

## Behandlung
Rupturierte Aneurysmen müssen sofort behandelt werden, wenn die Hirnblutung gestoppt werden soll. Bei unrupturierten Aneurysmen ist dies nicht zwingend nötig. Zwei Therapien zur Behandlung von rupturierten Aneurysmen existieren: die endovaskuläre und die neurochirurgische Therapie. Zur Behandlung von unrupturierten Aneurysmen existiert zudem die konservative Therapie.

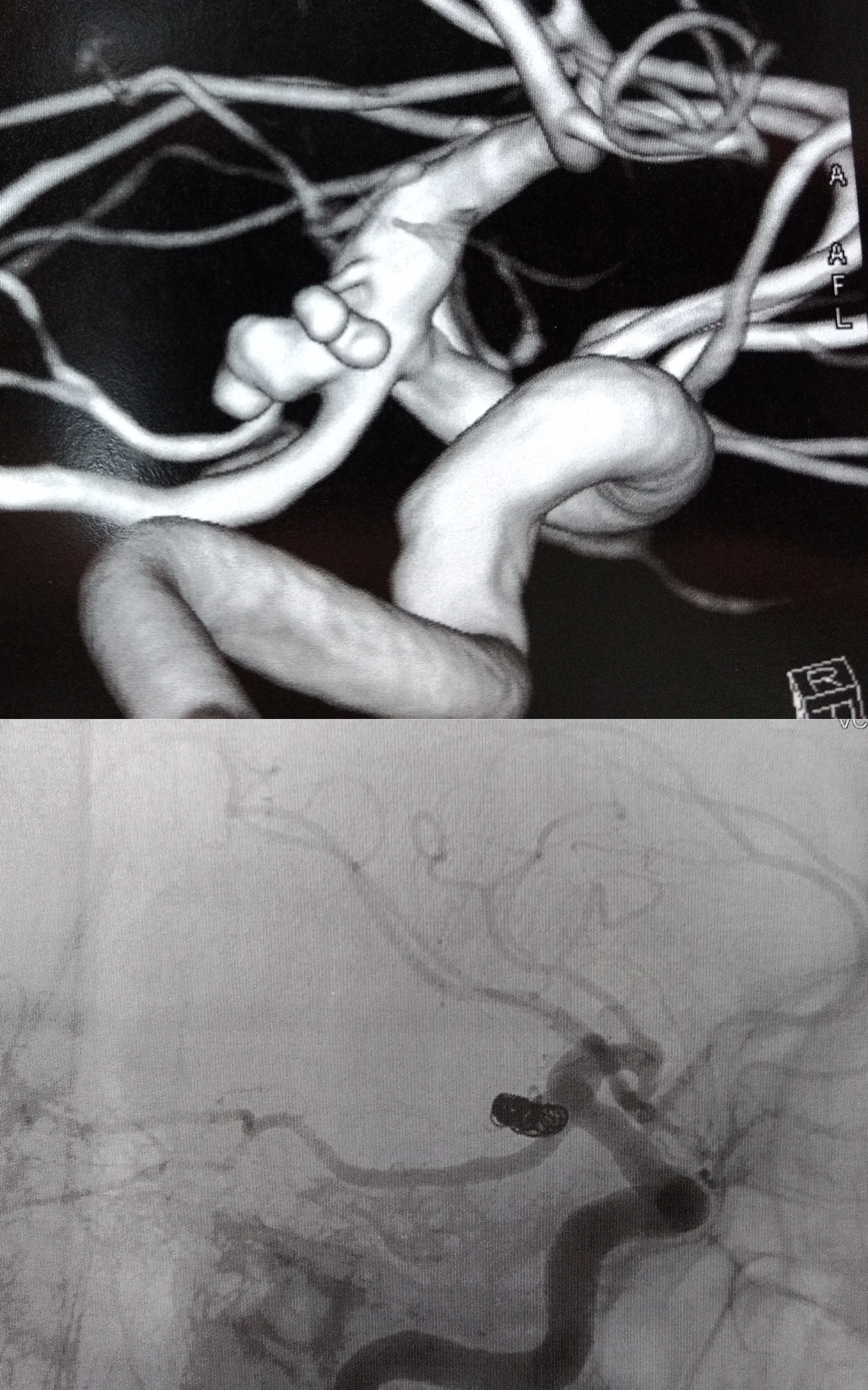
Behandlung eines Aneurysmas mit der Coiling Methode. Im oberen Teil des Bilds ist eine CT-Angiografie zu sehen, im unteren Teile eine Digitale Subtraktionsangiografie. Der Coil ist im unteren Teil des Bilds (mittig) zu sehen.

Bei der endovaskulären Therapie werden mittels eines hohlen Mikrokatheters über die Leistenarterie sogenannte Coils (Spiralen aus einer Platinlegierung) in den Aneurysmasack gebracht. Diese Coils füllen das Aneurysma zwar nur zu etwa 10 % bis 30 % aus, verursachen aber eine Thrombenbildung und verhindern so die weitere Blutzirkulation im Aneurysma und somit eine Ruptur. Ein Vorteil des Eingriffes ist, dass keine offene Operation am Gehirn durchgeführt werden muss.

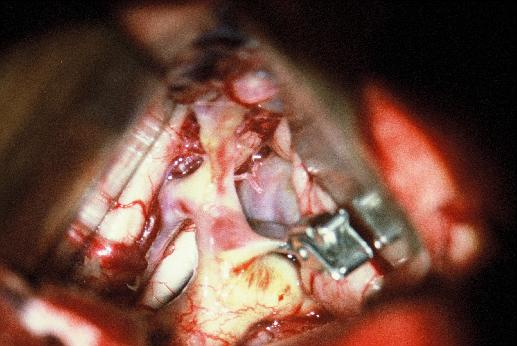
Behandlung eines Aneurysmas mittels Clippings.

Bei der neurochirurgischen Therapie wird das Aneurysma nach Durchführung einer Kraniotomie (Schädeleröffnung) operativ behandelt. Der Aneurysmasack wird seit 1934 (Walter Edward Dandy) mittels eines Clips abgeklemmt. Somit ist das Aneurysma vom Blutkreislauf ausgeschlossen. Durch eine Angiografie kann das erfolgreiche Clipping bestätigt werden. Alternativ können auch Stents eingesetzt werden, um die Arterienwand zu verstärken oder die Flusseigenschaften zu verändern und so eine Thrombosierung zu fördern.
Bei der konservativen Therapie wird kein Eingriff vorgenommen, sondern das Aneurysma wird durch regelmäßige Kontrolle mittels Angiografien beobachtet. Besonders bei kleinen nicht symptomatischen Aneurysmen ist dies aufgrund des geringen Rupturrisikos eine Option.
Bei beiden Behandlungsmethoden besteht das Risiko, dass eine erneute Hirnblutung auftritt. Es besteht kein Konsens, ob die endovaskuläre oder neurochirurgische Therapie eine bessere Prognose hat, da die Mortalitätsrate ähnlich ist.
Statistisch gesehen ist die Mortalitätsrate bei einer konservativen Therapie (vgl. Rupturrisiko) geringer als bei einem Eingriff. Dies ist jedoch klinisch noch nicht akzeptiert, da die überwiegende Anzahl von bekannten Aneurysmen behandelt wird. Dabei spielen auch Faktoren wie gute Patientenaufklärung und die Wahrnehmung des Aneurysmas als tickende Zeitbombe eine Rolle.
Generell ist die Prognose bei einem rupturierten Aneurysma abhängig von Größe, Lokalisation und Gesundheitszustand. Die Mortalität beträgt etwa 50 %, wobei 46 % der Überlebenden bleibende (Hirn-)Schäden davontragen.